# Alberto Spadolini
Alberto Spadolini, detto Spadò (Ancona, 19 dicembre 1907 – Parigi, 17 dicembre 1972), è stato un danzatore, attore e pittore italiano.
Artista tra i più eclettici del XX secolo, attivo negli anni '30 nel panorama della scena d'avanguardia italiana ed europea.

## Biografia
Originario di Ancona, a dodici anni Spadolini si trasferisce a Roma. Negli anni '20 collabora in qualità di aiuto-scenografo col "Teatro degli Indipendenti", diretto da Anton Giulio Bragaglia, luogo di riferimento della avanguardie artistiche italiane. È allievo di Giorgio De Chirico, conosce artisti e intellettuali come Alberto Moravia e Ivo Pannaggi, insieme a numerosi esponenti del Movimento Futurista. In qualità di attore debutta nella commedia Scalari e Vettori di Umberto Barbaro (1928), per la regia di Anton Giulio e Carlo Ludovico Bragaglia.
Successivamente opera come decoratore presso il Vittoriale degli Italiani, ove si lega d'amicizia con Gabriele D'Annunzio. Dotato di una straordinaria bellezza e di grande personalità, negli anni '30 Spadolini si trasferisce a Parigi dove si fa conoscere come pittore (apprezzato da Max Jacob e da Jean Cocteau), danzatore (con Serge Lifar, Mistinguett e Joséphine Baker), attore (con Jean Marais e Jean Gabin) e coreografo (stimato da Maurice Ravel e da Paul Valéry). Sarà anche scultore, cantante, illustratore, sceneggiatore e regista di documentari, restauratore, giornalista, poeta, e persino agente segreto.
In Francia Spadolini ha una tempestosa storia d'amore con Joséphine Baker. I due artisti hanno molti punti in comune: un'infanzia segnata dalla sofferenza e dalla povertà; emigrati in Francia, senza aver mai studiato nelle Accademie, diventano celebri danzatori; rivoluzionano la scena parigina con una ventata di novità; operano nella Resistenza antinazista nel corso della Seconda Guerra Mondiale; per tutta la vita si battono contro la segregazione razziale. 
Secondo alcune testimonianze, Spadolini continua nel dopoguerra la sua attività di spionaggio a favore dei servizi segreti occidentali. Secondo Il Granduca Alex Wolfson, l'eclettico artista Spadolini aveva il compito di trasportare codici cifrati nascosti nelle intercapedini dei suoi dipinti .
Nei suoi dipinti sono visibili numerosi riferimenti alla danza, all'esoterismo e alla sua terra natale: spesso infatti appaiono Ancona, il Monte Conero, Fermo, Porto San Giorgio ed altre località marchigiane.
Negli anni '60 Alberto Spadolini restaura il night-club del Grand Hotel di Rimini e inaugura un Atelier a Riccione. Continuerà fino all'ultimo ad esporre i suoi dipinti in tutto il mondo (le ultime mostre si tengono  al Salon des Indépendants di Parigi nell'aprile 1972 e a Stoccolma nel maggio 1972).

## Riscoperta
La figura di Spadò resta semi-sconosciuta fino al 2005, quando viene ritrovato il suo archivio e presentata, in varie rassegne, una raccolta delle sue opere e del materiale a lui collegato.
Fra le iniziative dedicate ad Alberto Spadolini si ricordano:
- maggio 2005: la rassegna Bolero-Spadò. Cinema, danza, musica, pittura nella Parigi anni Trenta, allestita presso il Castello degli Agolanti di Riccione, col patrocinio dell'Ambasciata di Francia e dell'Ambasciata di Svezia;
- 30 giugno - 30 settembre 2012: mostra celebrativa dal titolo Spadò. L'artista eclettico che incantò l'Europa. Organizzata dal Comune di Ancona organizza, allestita presso il Lazzaretto;
- 2015: esposizione virtuale nel Castello di Brignac, in Francia, dal titolo Spadolini alla corte di Joséphine Baker (nel 40º anniversario della scomparsa della "Venere Nera");
- 2019: nato da un'idea di Pupi Avati, il documentario Spadò, il danzatore nudo, diretto da Riccardo De Angelis e Romeo Marconi. Viene presentato nel 2019 al Vittoriale degli Italiani, finalista del Bellaria Film Festival 2020 e del <<Los Angeles-Italia Film Fashion and Art Festival>> 2021;
- 2022: in occasione del 50º anniversario della scomparsa di Spadolini, è stato riaperto al pubblico l'Atelier Alberto Spadolini di Riccione;
- 2023: la rassegna Arte, amori e spionaggio nella Parigi anni '30, con visita guidata alla mostra fotografica e proiezione del documentario "Spadò, il danzatore nudo", allestita al Fellini Museum di Rimini.